# Crassula cremnophila
Crassula cremnophila (лат.) — редкий вид суккулентных растений рода Толстянка (Crassula) семейства Толстянковые (Crassulaceae), естественно произрастающий на территории Капской провинции Южно-Африканской Республики.

## Название
Родовое латинское название Crassula происходит от латинского слова crassus, — «толстый», в основном из-за присутствия у растений этого рода сочных листьев.
Видовой латинский эпитет cremnophila происходит от греческих слов kremnos — «скала, склон» и philos — «друг», обусловлен местом произрастания.

## История
Crassula cremnophila была описана Браамом ван Уиком и опубликована в журнале «Aloe» в 1999 году на основе образцов, собранных в 1997 году в нижнем течении реки Куга (Kouga) в Восточно-Капской провинции. С момента описания этот вид был обнаружен на нескольких других местах в регионе Куга и восточном регионе Бавиансклуф (Baviaanskloof).

## Ботаническое описание

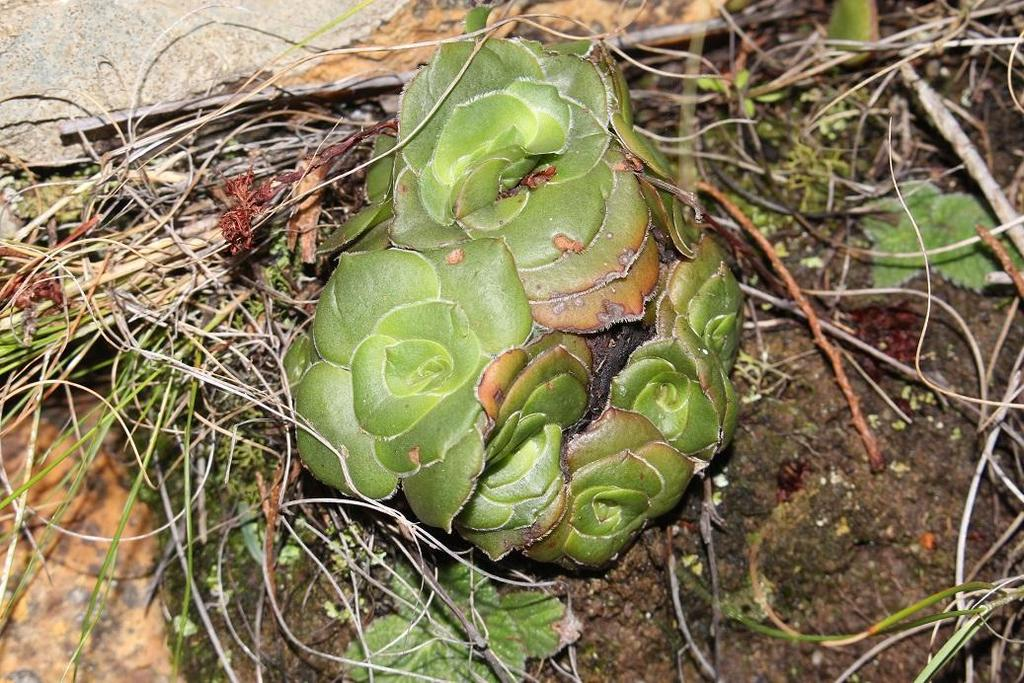
Розетки

Crassula cremnophila — многолетнее растение с сочными розетками, достигающими высоты до 5 и более. Листья отогнутые, прижатые, располагаются спирально в парах, причем старые листья остаются на стебле. В период цветения растение достигает высоты около 0,07 м. Листья широко обратнояйцевидные размером от 15 до 35 мм в длину и от 10 до 32 мм в ширину, голые с краевыми ресничками, имеют сизо-зеленый оттенок.
Соцветие представляет собой округлый тирс с дихазими; цветки многочисленные, расположены сидячими или на цветоножках. Цветонос явно выражен, его длина достигает 35 мм; прицветники ланцетные. Чашечка мясистая, с острым окончанием, покрыта щетинками, голая, с краевыми ресничками, имеет зеленый цвет. Венчик трубчатый, едва сросшийся, белого цвета с розовым оттенком; доли венчика продолговато-обратноланцетные, длиной от 7,0 до 15,0 мм, тупые, восходяще-раскидистые. Растение цветет в сентябре-декабре.

## Распространение
Crassula cremnophila обитает в районе реки Baviaanskloof и реки Kouga. Среда обитания включает защищенные скалы, обращенные на юг (во всех аспектах, преимущественно на южных склонах), на высоте 500–800 м. Растения произрастают на поверхности мелкой почвы, среди опавших листьев на тенистых скалистых уступах, часто в соседстве с лишайниками и мхами, а также в тени кустарников или деревьев, растущих на скалах. Летом здесь наблюдается повышенная температура, а зимой – более мягкий климат. Средняя дневная максимальная температура составляет около 27°C, а дневная минимальная – около 12°C. Количество осадков зимой (циклонический зимний дождь) и летом (грозы) составляет 200–400 мм в год.
Сопутствующая растительность представлена зарослями Гамтус (Gamtoos Thicket) в биоме зарослей Олбани. Иногда Crassula cremnophila также встречается в финбосских и афрогорных (Afromontane) лесах вдоль нижних склонов гор. Этот вид сосуществует со многими другими суккулентами, такими как Crassula lactea, Crassula perfoliata var. minor и Crassula perforata, Gasteria camillae, Drimia anomala, Plectranthus verticillatus и Ornithogalum longibracteatum (син. Albuca bracteata).

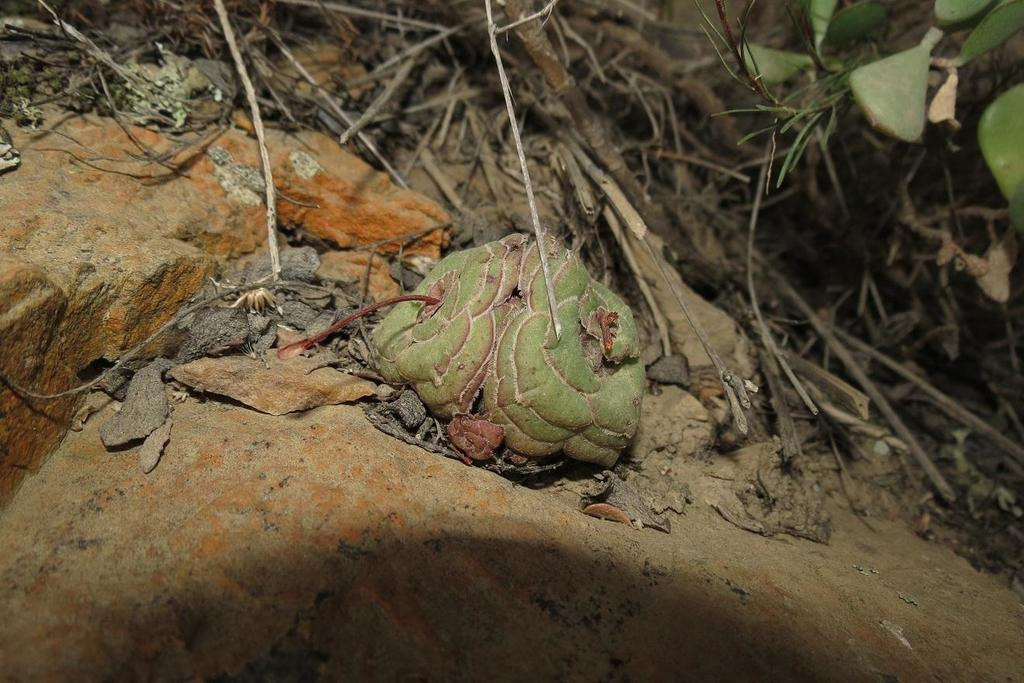
В естественной среде обитания

Crassula cremnophila произрастает на бедной минералами почве, образованной из кварцитового песчаника (формация Столовой горы, супергруппа мыса).

## Экология
Соцветие Crassula cremnophila заметно, и трубчатые ароматные цветки с розовым оттенком привлекают насекомых, в том числе бабочек, для опыления. Семена этого вида очень маленькие и осенью разносятся ветром. При посадке среди мха или лишайников на скале они быстро приживаются. Однако, когда семя попадает в более доступное место, оно часто становится объектом поедания травоядными, такими как черепахи, которые обитают в этом регионе.
Растения этого вида обитают исключительно на скалах, что делает их недоступными для травоядных животных, таких как черепахи. Этот вид растений, предпочитающих скалы, обладает компактными, плотно прилегающими сочными листьями, которые адаптированы к засушливым условиям. Они растут в мелководной почве, которая периодически высыхает. В период засухи листья приобретают пурпурно-зеленый оттенок из-за наличия антоцианов, что помогает снизить фотосинтез. Голубовато-зеленый цвет листьев объясняется наличием воскового, мучнистого налета, который также помогает уменьшить потерю влаги.
Кроме того, Crassula cremnophila разрастается от основания, формируя небольшие коврики и подушки — эффективную стратегию вегетативного размножения, обеспечивающую выживание растений в условиях скал. Когда ответвление или часть грозди отделяется и падает в другую расщелину (вследствие ветрового воздействия или других нарушений), оно приживается, обеспечивая долгосрочное выживание.

## Таксономия
Crassula cremnophila относится к секции Rosulares, включающей 22 (или 23) вида. Растения этой секции характеризуются плотными прикорневыми розетками листьев. Все листья имеют твердый, щетинистый, опушенный край, а цветонос вытянут и четко выражен. В этой секции встречаются разнообразные виды, от карликового Crassula socialis до Crassula acinaciformis, высота которого в период цветения может достигать более метра.
Из видов секции Rosulares, 10 произрастают на скалах и являются карликовыми суккулентами. К ним относятся Crassula brachystachya, Crassula cremnophila, Crassula cymbiformis, Crassula exilis, Crassula luederitzi (син. Crassula capitella subsp. thyrsiflora), Crassula montana, Crassula pseudhemisphaerica, Crassula sediflora, Crassula socialis и Crassula tabularis. Среди других видов, обитающих на скалах (но не обязательно), можно выделить Crassula capitella, Crassula orbicularis, Crassula intermedia, Crassula setulosa, Crassula tomentosa и Crassula barbata.
Crassula cremnophila является тесно связанным с Crassula hemisphaerica видом. Он отличается широкообратнояйцевидными листьями, круглым тирсом и цветками длиной 7 мм, что сравнивается с 2,0–2,8 мм у Crassula hemisphaerica. Кроме того, у Crassula cremnophila пыльники не имеют черного оттенка, и нити не срастаются. Этот вид обитает на отвесных скалах в районах рек Baviaanskloof и Kouga, преимущественно в тени в расщелинах вертикальных скал, чаще всего на восточных и южных склонах.
Crassula cremnophila van Jaarsv. & A.E.van Wyk, первое упоминание в Aloë 36: 71 (1999).